# Aircraft Disposal Company
L'Aircraft Disposal Company, aussi appelée ADC Aircraft ou Airdisco, est une entreprise britannique créée en 1920 dans le but de réutiliser les stocks d'avions et de pièces détachées hérités de la première guerre mondiale et considérés comme surplus militaires.

## Fondation
En 1920, le Ministère de l'armement britannique signe un accord avec l'Imperial and Foreign Corporation Limited, une société de négoce, pour l'ensemble de surplus aéronautiques hérités de la guerre. Cet accord concerne plus de 10 000 avions de 35 000 moteurs. Tout ce matériel est mis à disposition de l'entreprise, en contrepartie d'un paiement comptant d'un million de livres Sterling et d'une part de 50% de tout bénéfice réalisé sur la revente du matériel. La maison de négoce crée alors l'Aircraft Disposal Company, chargée de valoriser ce stock, essentiellement pour le marché civil, dans une moindre mesure pour des clients militaires étrangers. La société reprend aussi trois sites industriels de  National Aircraft Factory. Ces usines se trouvent à Liverpool, Croydon et Manchester.

## Avions
La principale activité de l'entreprise est la revente de chasseurs et de bombardiers comme avions civils, après des modifications plus ou moins importantes. Ainsi, des Avro 504 deviennent des avions sportifs.
Sur commande de la Lettonie, la société transforme huit chasseurs Martinsyde F.4 Buzzard, soit le nom ADC.1, avec de nouveaux moteurs. De même, six Airco DH.9 sont vendus à l'Irlande.

## Moteurs

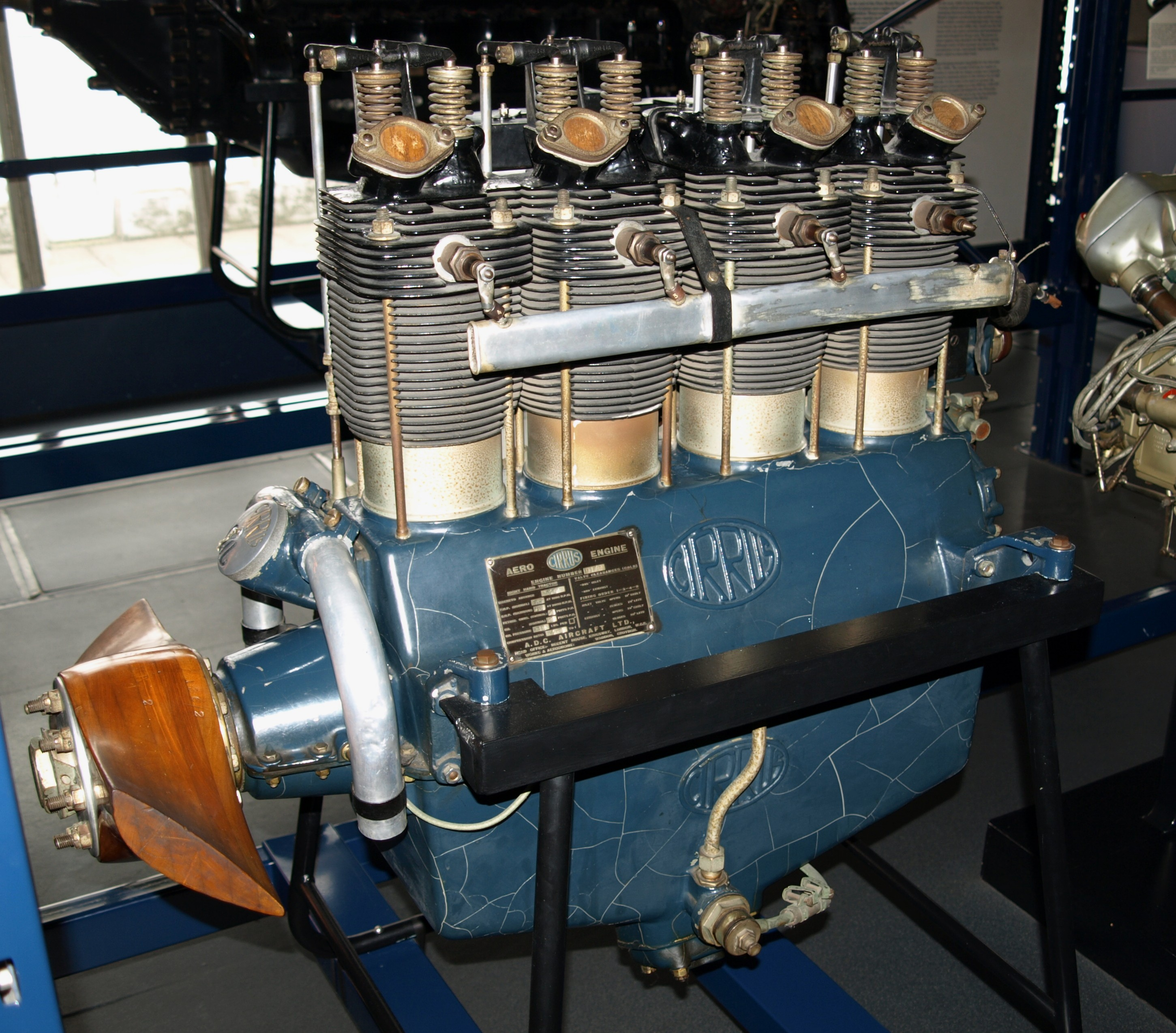
UIn ADC Cirrus exposé.

Airdisco reconvertit des moteurs V8 (Renault 80 hp, produits sous licence en Grande-Bretagne), modernisés de main de maître par Frank Halford qui porte leur puissance à 120 chevaux, sous le nom ADC Airdisco. Halford développe ensuite le moteur Cirrus, un quatre cylindres en lignes réutilisant des pièces de ce même V8, avec une seule rangée de cylindres. Ce moteur équipe notamment le De Havilland DH.60 Moth, il est produit jusqu'à l'épuisement des pièces des surplus militaires. Une nouvelle entreprise nommée Cirrus Aero Engines est alors créée pour produire les moteurs à partir de zéro. 